# Георге Урскі
Георгій Урський (рум. Gheorghe Urschi; нар. 18 січня 1948, Великі Котюжани, Шолданештський район, Молдавська РСР, СРСР) — молдавський гуморист, актор, сценарист, режисер.

## Біографія
Народився 18 січня 1948 року в селі Великі Котюжани Молдавської РСР.
У 1965 — 1969 роках навчався в Щукінському училищі в Москві в один час з Костянтином Райкіним і Яном Арлазоровим.
Після закінчення училища працював в Кишинівському театрі «Лучаферул», з яким протягом 15 років гастролював по молдавським селам.
У 2008 році нагороджений вищою державною нагородою Молдавії — орденом Республіки.
У 2011 році переніс важкий інсульт, після якого тривалий час не з'являвся на публіці. Маленький шанс, що артист зможе повернутися до попереднього життя, враховуючи його стан.
20 липня 2012 року указом Президента Республіки Молдови Георге Урскі був удостоєний звання «Artist al Poporului», що присуджується за виняткові заслуги в роботі з розвитку театру, музики, кіно і образотворчого мистецтва.
Одружений, має двох доньок.

## Творчість
Георге Урскі написав театральні п'єси «Vom trăi şi vom vedea», «Testamentul», «Testamentul-2», «Pe linie moartă», «Doi cocri, două viori», «Şi iar, Chiriţa», «Nu mă întreba».
У кінематографі був і перекладачем, і актором дубляжу. Він перевів на румунську «Любов і голуби», продублював при цьому Володимира Меньшова, фільм Самвела Гаспарова «Шостий» (його голосом говорить головний герой у виконанні Сергія Никоненко), комедію «Найчарівніша і найпривабливіша».
Як сценарист і режисер Георге Урскі поставив фільми «Хто наймає, той і платить» («Cine arvoneşte, acela plăteşte») і «Văleu, văleu, nu turna!».
Переклав на румунську мову роман Валентина Катаєва «Кладовище в Скулянах», спільно з Костянтином Кондря п'єси Генріка Ібсена «Пер Гінт», «Основи суспільства», «Ляльковий дім».
Написав кілька книг румунською мовою.

## Фільмографія
- Cine arvoneşte, acela plăteşte (1989)
- Văleu, văleu, nu turna! (1991)
- Fenta (2004)